# Doederus Johannes Kamminga

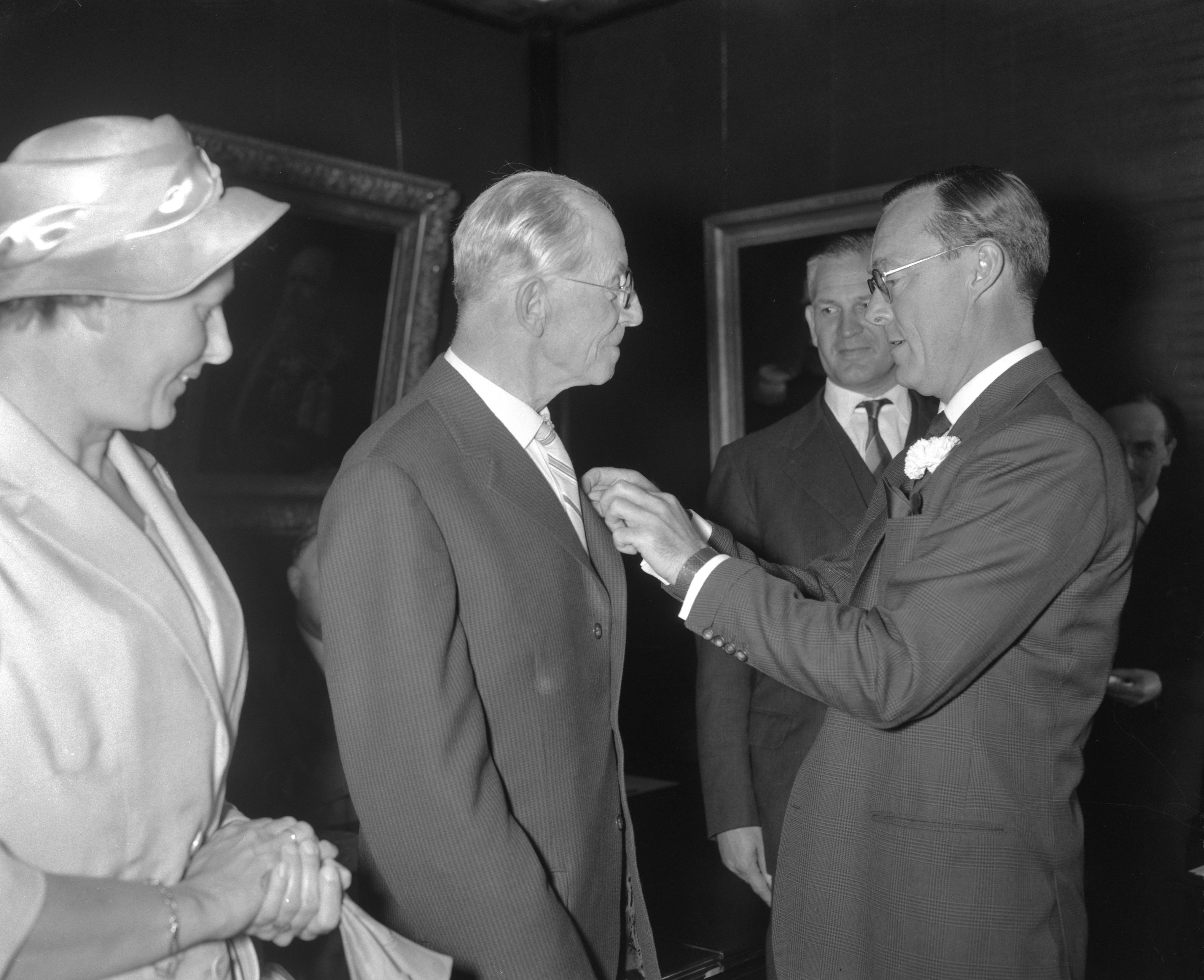
D.J. Kamminga krijgt zilveren anker opgespeld (14 juli 1960)

Doederus Johannes Kamminga (Dokkum, 5 oktober 1884 – Dokkum,  30 oktober 1977) was een Nederlands drukker en uitgever.

## Biografie
Hij was zoon van Dieuke Douwes en boekhandelaar Johannes (Douweszoon) Kamminga (uitgeverij J. Kamminga). Doederus was een vernoeming naar zijn grootvader met een verlatijnste naam, maar hij had liever gewoon Doede dan wel Douwe geheten, op zijn Fries Hij zelf was sinds getrouwd met Dieuwke van Broek. Haar vroege overlijden in 1940 op 54-jarige leeftijd had grote invloed op hem.
De familie zag zijn zoon net als andere familieleden  wel in het onderwijs gaan werken, maar daar had zoon geen zin in. Hij ging na de lagere school werken in het bedrijf van zijn vader, waar hij begon met boekbinden en persen. Om het vak verder te leren ging hij enige tijd ervaring op doen in de Lettergieterij Tetterode aan de Bilderdijkstraat in Amsterdam (1904); hij woonde slechts drie maanden in de Balthazar Floriszstraat 5. Terug in Dokkum nam hij na het overlijden van zijn vader de drukkerij over en publiceerde werk van publicisten als Jacob Botke, Douwe Kalma en Fedde Schurer en tijdschrift De Holder. Hij voerde als drukker, boekhandelaar, antiquair en fotograaf zichzelf de Tweede Wereldoorlog door. Stichting Je Maintiendrai kocht hem uit en sindsdien ging hij als werkloze door het leven. Hij kon zich toen wijden aan de geschiedenis, taal en andere kunsten in Friesland toegespitst op Dokkum en omgeving. Hij werd lid van de Jongfryske Mienskip en Friese beweging en verdiepte zich verder in het Fries en het Dokkummer dialect. Alle kennis deed hij op door gesprekken te voeren met deskundigen en door veel te lezen over het noordoosten van “zijn” provincie. Ook deed hij mee aan excursies van It Fryske Gea en was regelmatig bezoeker van het Fries Genootschap. 
Vanuit zijn van de Eerste Wereldoorlog opgebouwde privéverzameling aan oudheden wist hij met anderen te komen tot een Oudheidskamer in Dokkum. In dat kader moet ook vermeld worden zijn publicatie Oude adreskaartjes in steen en hout in Dokkum, verhalen over gevelstenen in Dokkum (1948). Weer van daaruit was hij medeoprichter van de Federatie van Friese Musea en Oudheidkamers. 
Hij was liefhebber van zwemmen en zette zich in voor een eigen zwembad in Dokkum. Toen dat er eenmaal was werd hij benoemd tot erelid. Op latere leeftijd werd hij geplaagd door gezichtsverlies (al tijdens de militaire kering was daar sprake van) en hartklachten, desalniettemin was hij altijd op welk vlak dan ook bereid discussie aan te gaan. 
Hij overleed thuis op 93-jarige leeftijd in verzorgingstehuis Dockingahiem en werd in stilte gecremeerd.
Hij kreeg diverse eerbetonen: Zilveren Anjer (1960), een museummedaille en de erepenning van de Gemeente Dokkum. Van Koninklijke onderscheidingen zag hij af.